# Gaspar Camps i Junyent
Gaspar Camps i Junyent   (Igualada, 29 de desembre de 1874 - Barcelona, 11 d'abril de 1942) va ser un dibuixant, il·lustrador i pintor, amb influència del modernisme i la publicitat.

## Biografia
Estudià a l'escola de l'Ateneu Igualadí i a l'Escola de la Llotja de Barcelona, juntament amb Mir, Sunyer i Nonell. Compaginà els estudis amb una feina de barber, fins que Benet Malvehí li donà feina com a dibuixant a la seva fàbrica de sedes. El 1892 tornà a Igualada, on començà a donar classes de dibuix. El 1894, pensionat per la Diputació de Barcelona i amb l'ajut econòmic del seu oncle i de Joan i Carles Godó, es traslladà a París on visqué tres anys i fou deixeble de Jean-Joseph Benjamin-Constant i Jean-Paul Laurens. Molt influït per aquests i per Alphonse Mucha, la seva obra es caracteritza pel decorativisme modernista i l'exuberància de formes, visibles en els nombrosos dibuixos publicats per Camps a la revista Album Salón (1897-1908) i en els cartells publicitaris de la seua època parisenca.
En tornar de Paris s'instal·là al carrer de Custiol, a Igualada. L'any 1899 va exposar a la Sala Parés i fundà la revista Pluma y Lápiz. Entre 1901 i 1903 treballà en obres de la col·lecció Ambos Mundos. Tornà a establir-se a Paris i aconseguí l'èxit amb Cyrano de Bergerac i l'Aiglon, obres d'Edmond Rostand. Durant molt de temps exercí com a director artístic de la casa francesa de publicitat Sirven i va fer moltes obres comercials usant sovint com a model la seva esposa, Cristina Dotti. Quan vivia a Paris va ilustrar la Història d'Igualada de mossèn Joan Segura i dissenyà la senyera de l'Orfeó del Noya fundat per Miquel Jordana.
A l'inici de la Primera Guerra Mundial, la casa Sirven va crear una filial a Barcelona i nomenà Gaspar Camps com a cap de tallers. Camps visqué un temps a Tolosa de Llenguadoc i el 1921 s'incorporà a la feina de Barcelona. Compaginà la publicitat amb les obres per lliure i el 1923 va exposar a la Sala Parés. El govern francès el va condecorar l'any 1934 amb diverses Palmes académiques. El 5 d'abril de 1934 va rebre un homenatge de l'Agrupació d'Aquarel·listes de Catalunya i el 4 de juny fou nomenat fill il·lustre de la ciutat d'Igualada. Els anys 1941 i 1942 va exposar amb gran èxit a la Sala Busquets.

## Reconeixements
L'Escola Municipal d'Art d'Igualada, fundada el 1993, porta el seu nom, i s'ha instal·lat una placa a la seva casa natal al carrer de Santa Maria, 4.